# Vetar (film 2016)
Vetar (titolo internazionale Wind, t.l. Vento) è un film serbo del 2016, diretto da Tamara Drakulić.

## Trama
La sedicenne Mina sta trascorrendo l'estate sul fiume Boiana, in Montenegro, insieme con il padre Andrej. Pigra e indolente, Mina sfoggia il più ostentato disinteresse per ciò che la circonda, mentre il padre, incallito fumatore, comincia forse a instaurare una relazione più seria con la fidanzata. Con estremo disappunto, Mina si innamora di un kitesurfer, Saša, più grande di lei e fidanzato con Sonja. Un triangolo amoroso che non ha conseguenze evidenti, ma che lascia una traccia profonda nell'universo dell'adolescente.

## Distribuzione
Le date del film sono state limitate alla presentazione in festival cinematografici:
- Torino Film Festival 2016 (22 novembre 2016) - première
- Festival Autorskog Filma (2 dicembre 2016)
- Göteborg International Film Festival (30 gennaio 2017)
- FEST (28 febbraio 2017)
- Buenos Aires Festival Internacional de Cine Independiente (23 aprile 2017)

## Riconoscimenti
Il film ha ricevuto il premio cinematografico Jury Prize della sezione National Program di FEST (2017).